# Tour des Valois
La tour de Valois se situe à Sainte-Colombe, au sud du département du Rhône, sur la rive droite du fleuve, en face de Vienne.

## Description
Cette tour, de plan presque carré, constitue le seul vestige des fortifications élevées à Sainte-Colombe. Le bourg était en effet aussi environné de remparts percés de trois portes, au midi, au levant et au couchant. À la tour était accolée la maison du viguier ou viguerie; une porte, plus tard murée, permettait de passer d'un lieu à l'autre.
Haute de près de 30 mètres, la tour est équipée de créneaux et de meurtrières. Des échauguettes occupent les angles de la terrasse supérieure. Deux escaliers intérieurs aujourd’hui détruits desservaient les étages et la plate-forme.
La tour fait l’objet d’un classement au titre des monuments historiques depuis le 4 décembre 1919. Elle ne se visite pas.

## Galerie de photos

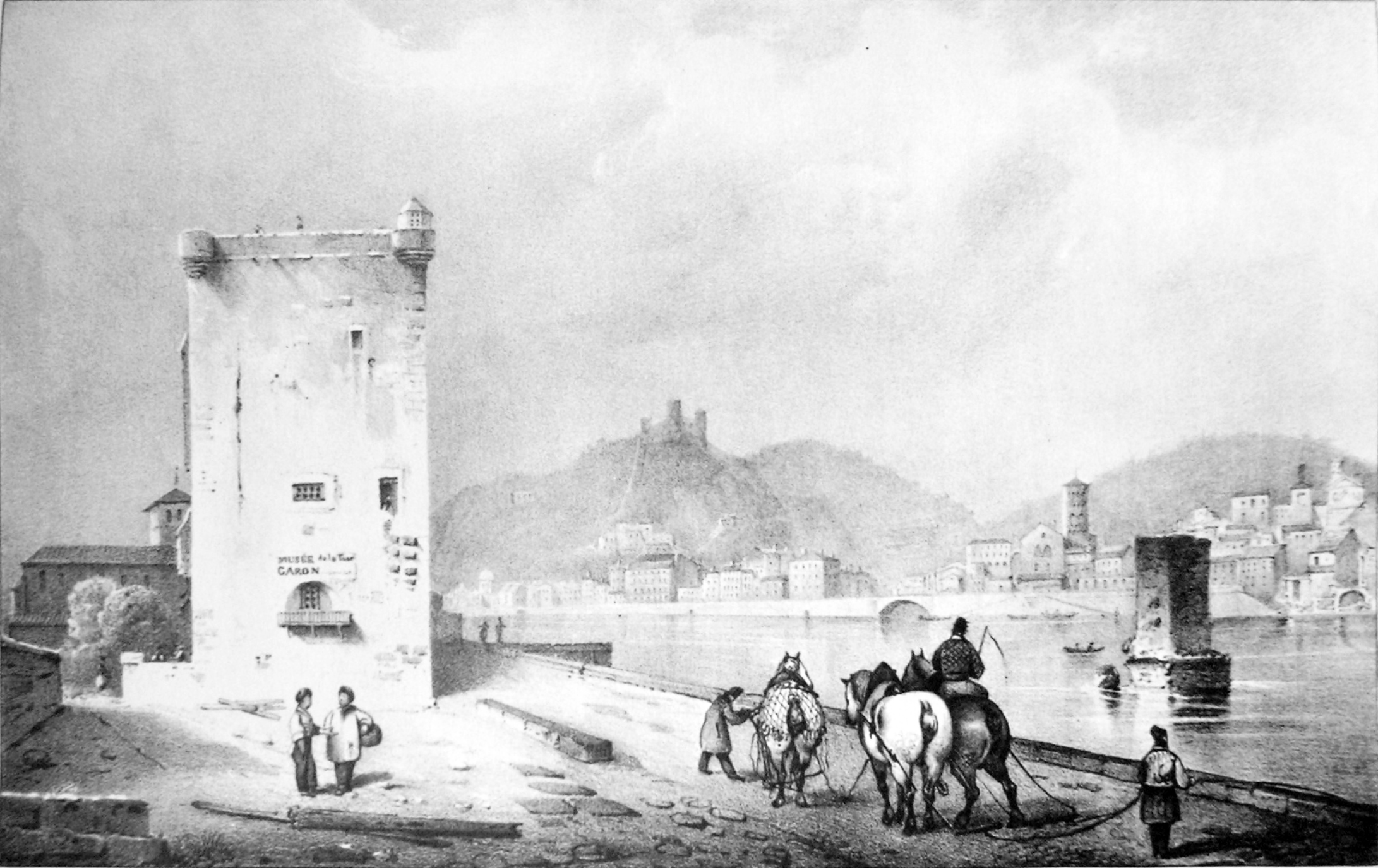
La tour des Valois au XIXe siècle, illustrée par Victor Cassien (1808 - 1893).
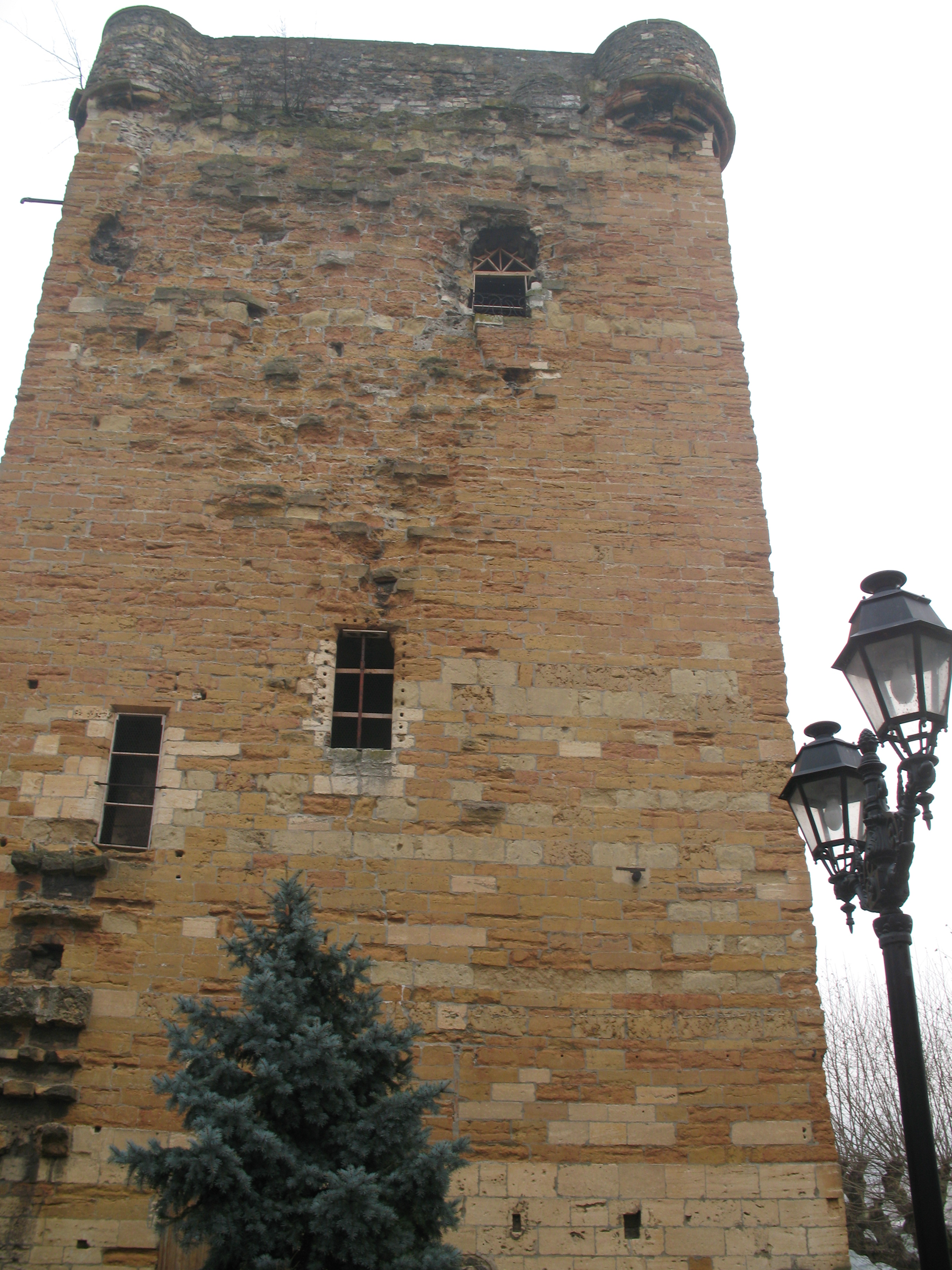
Côté ouest.
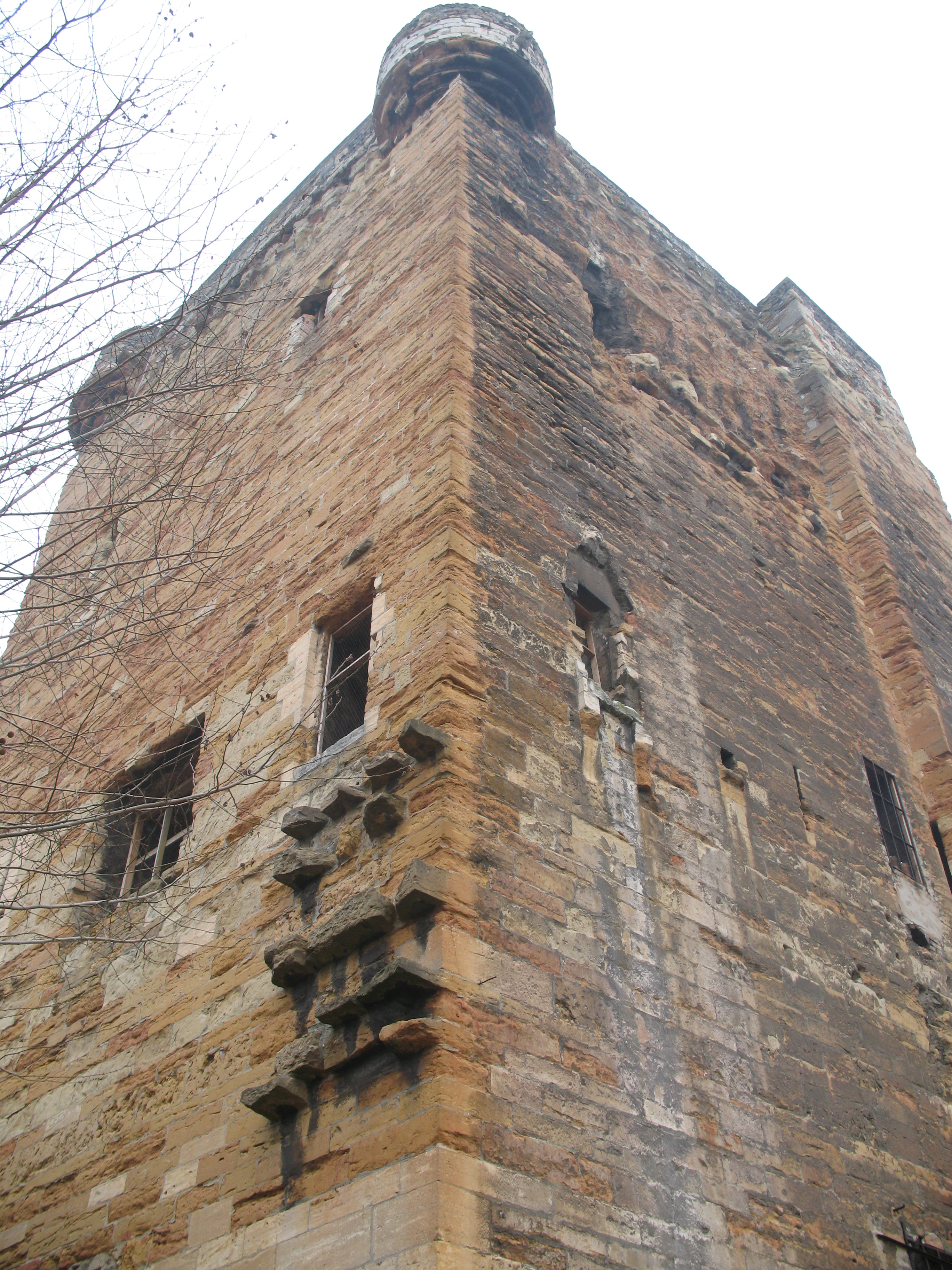
Angle sud est.
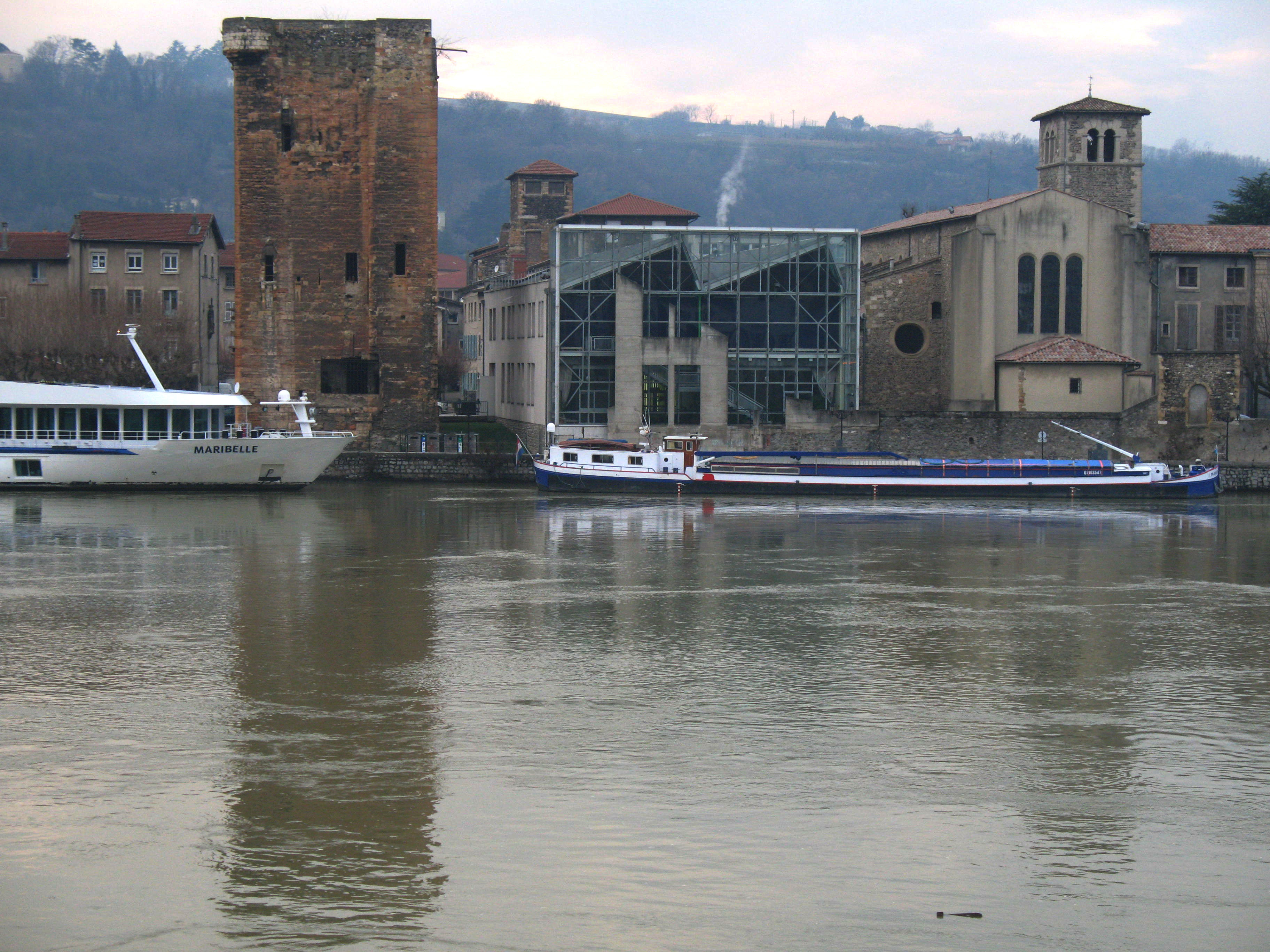
Tour des Valois et église des Cordeliers.
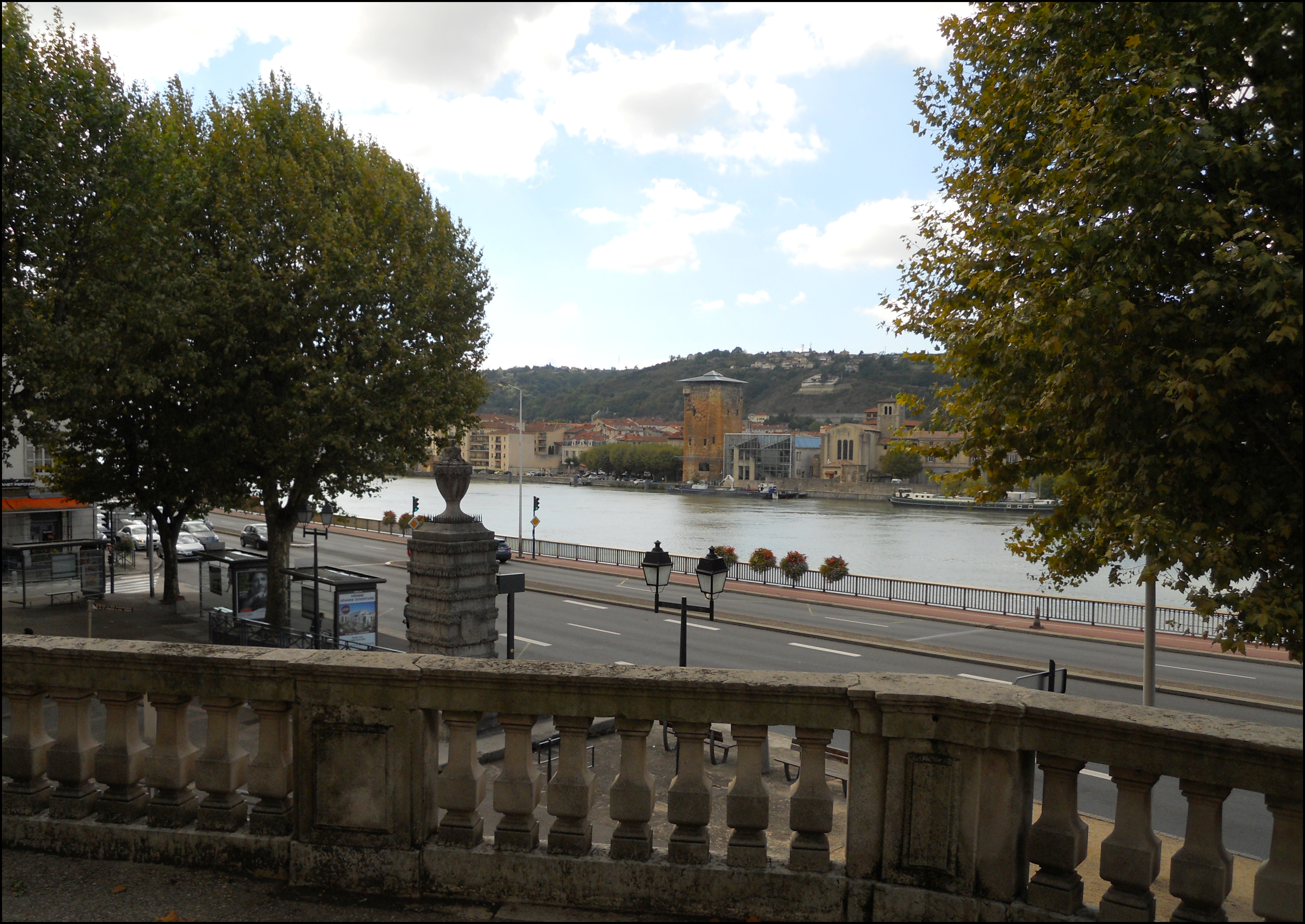
Vue sur la tour des Valois depuis Vienne (après la construction d'un toit de protection).

## Historique
En 1333, Philippe de Valois qui aspirait à se rendre maître de Vienne, renouvela à l'archevêque de Vienne Bertrand de La Chapelle et au chapitre métropolitain ses prétentions sur le faubourg de Sainte-Colombe. Le chapitre soutint ses droits avec la plus grande énergie ; mais Bertrand de La Chapelle, sous la seule réserve de l'agrément du pape Jean XXII, accordait au roi de France tout ce qu'il demandait, ce qui le rendit odieux au clergé et au peuple de l'antique cité de Vienne, jaloux de conserver leurs privilèges et une ombre de liberté. Dès que la mésintelligence se mit entre le pasteur et le troupeau, l’archevêque se vit exposé à des contradictions continuelles et souvent peu respectueuses. Pour se mettre à couvert des mauvais effets de la haine publique, il quitta la ville et la médiation du pape devint nécessaire pour que les Viennois le reconnaissent de nouveau comme véritable et légitime pasteur. Une bulle de Jean XXII, datée du 13 février 1334, ordonna que les partis lui envoyassent des députés porteurs des pièces justificatives de leurs droits, pour qu'il pût juger en connaissance de cause de la validité des oppositions. Mais Philippe VI ne s'amusa point à suivre cette procédure; sans attendre davantage, il s'empara de Sainte-Colombe, et par lettres patentes du 19 mars 1334, unit ce faubourg de Vienne à son royaume, le fortifia et fit construire en 1336 la tour dite «des Valois», à l'entrée du pont sur le Rhône qui communiquait avec Vienne, la tour carrée qui existe encore aujourd’hui.
Il joignit à cette Tour dit Nicolas Chorier : «une maison pour y loger le viguier, c'est-à-dire le juge qu'il establit en ce lieu et qu'il en fit le gouverneur. Le viguier avait ainsi une libre entrée par la Tour par une petite porte qui a été esté murée depuis». La Tour est destinée à protéger Sainte-Colombe mais aussi à menacer Vienne que le roi veut s'approprier.

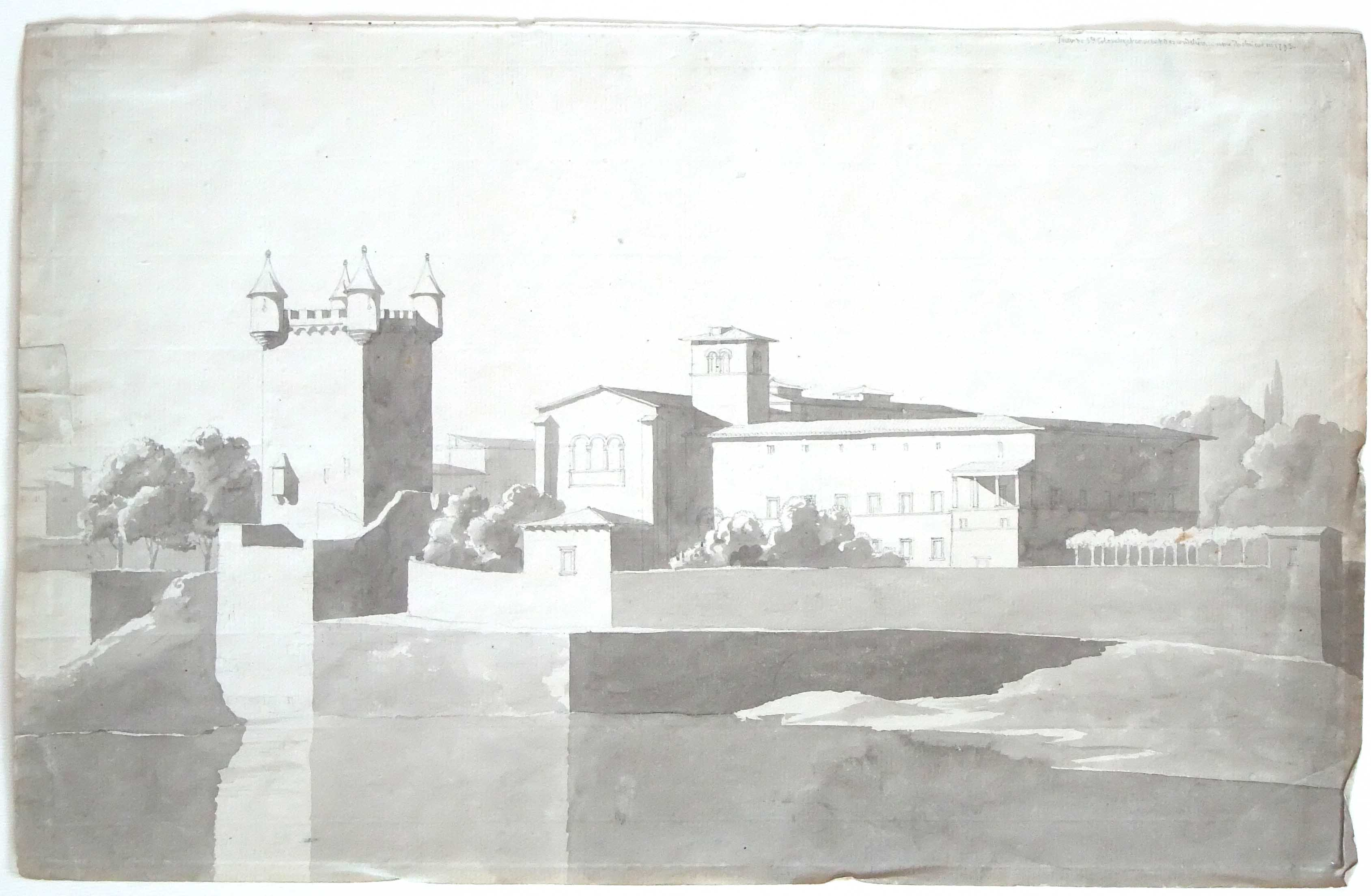
« Tour Ste Colombe et couvent des cordeliers comme ils étaient en 1793 » Lavis de Fleury Épinat (1764-1830).

### Viguiers les plus marquants
- en 1343, le premier viguier est Jean de La Garde ;
- vers 1380, on trouve François de Cours ;
- en 1402, est nommé Aimé de Bletterans ;
- de 1417 à 1460, on trouve Aynard de Villeneuve, échanson; il avait épousé Huguette de Dorches ;
- Claude Costaing ( - 1482) est écuyer tranchant du roi ;
- Louis de Chastellus ( - 1511), seigneur de la Goyetière est damoiseau ;
- vers 1524, on trouve Claude Baronnat ;
- vers 1553, on trouve Hugues Béraud ;
- vers 1595, on trouve Arnaud Freyssin ;
- Armand de Foyssins, prévôt général des maréchaux en Dauphiné est anobli en 1599 ;

### Époque moderne
- le bâtiment est recyclé à plusieurs reprises : fabrique de pâtes alimentaires, entrepôt de vaisselle ou magasin de charbon ;
- jusqu'en 2008, la famille Garon est propriétaire ;
- en 2008, la commune se rend acquéreur de la tour.